# Morgonrock

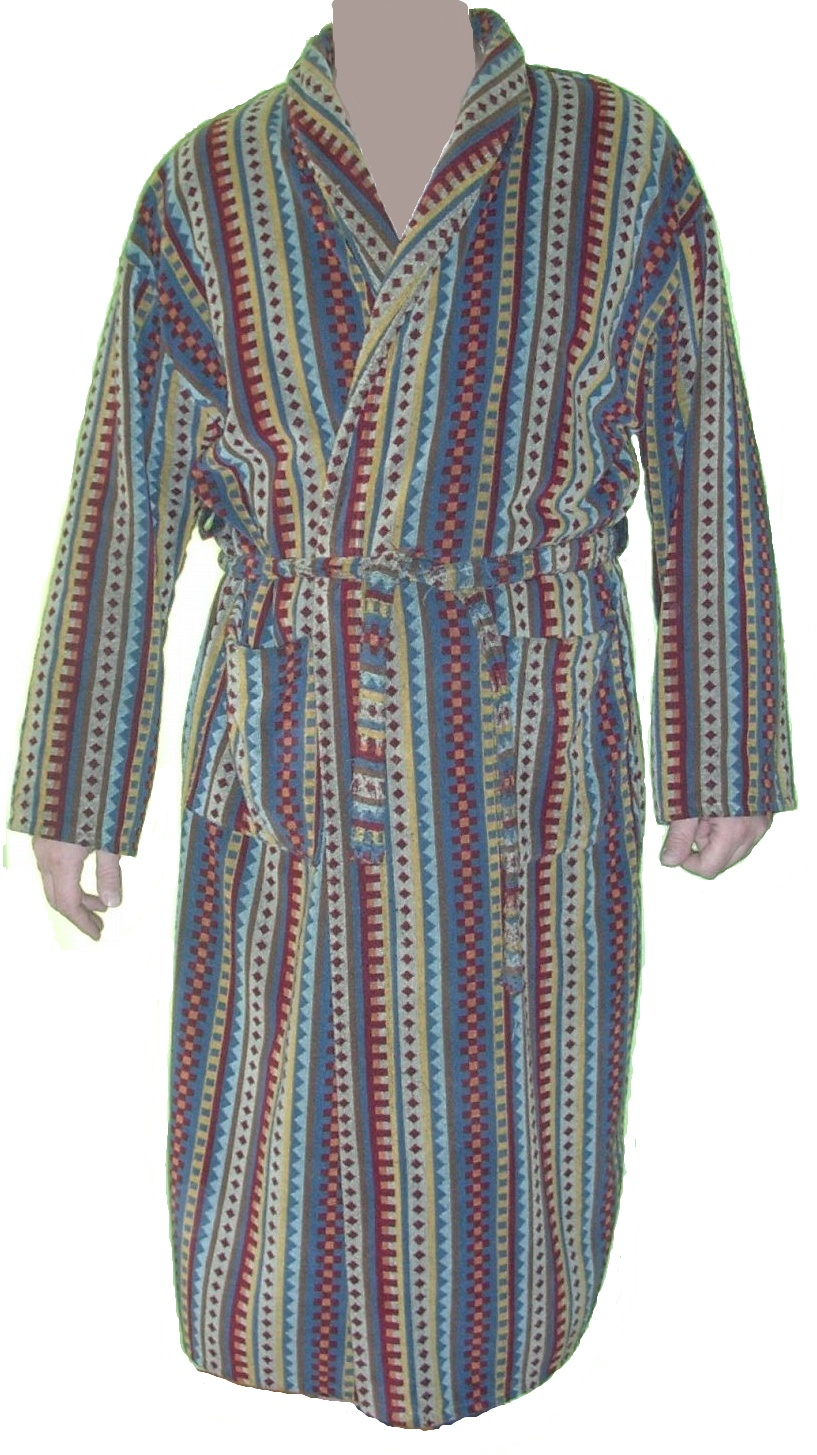
Morgonrock.

Morgonrock är ett klädesplagg för hemmabruk som vanligen används efter uppstigning eller före läggdags. En morgonrock är oftast lång och omlottad. Morgonrocken är ofta försedd med ett skärp runt midjan och kan vara tillverkad av frotté, linne, fleece eller siden. I vissa fall kan den vara försedd med en huva.
Morgonrocken säljs som enskilt plagg i handeln, men kan också säljas tillsammans med matchande nattkläder och/eller tofflor. Plagget används av både kvinnor och män.
Morgonrocken används ofta även efter dusch eller bad; man kan då även använda särskild badrock.
Morgonrocken kan ha alla olika mönster och färger.
Historiskt kan ordet "morgonrock" beläggas i svenska språket sedan 1795.

## Morgonrockar i film, litteratur och populärkultur
- I revyn "Köpmännen i Nordens Venedig" från 1936 av Karl Gerhard framförs kupletten "I min blommiga blå morgonrock".[4][5]
- Den litterära figuren Arthur Dent är iklädd morgonrock, eftersom jorden förstördes av vogoner innan han hunnit klä sig.[6]
- "The dude" i filmen The Big Lebowski går ofta runt i sin gamla och något slitna morgonrock, vilket blivit något av hans signum.[7]
- Pappan Loranga i Barbro Lindgrens barnbok Loranga, Masarin och Dartanjang är alltid klädd i badrock.

## Andra betydelser
- Morronrock, stavat med två "r", är namnet på ett radioprogram på radiokanalen Rockklassiker.[8]